# Hermann Pohlmann
Hermann Pohlmann (n. 26 iunie 1894, Asseln, Districtul Dortmund - d. 7 iulie 1991, Handeloh-Höckel, Districtul Harburg) a fost un pilot și inginer de aeronautică de naționalitate germană, principal proiectant al bombardierelor în picaj Junkers Ju 87 'Stuka', folosite de aviația militară a celui de-al Treilea Reich în cel de-al doilea Război Mondial.